# REEP2
REEP2‏ (Receptor accessory protein 2) هوَ بروتين يُشَفر بواسطة جين REEP2 في الإنسان.

## الوظيفة
ينتمي البروتين المشفر بواسطة REEP2 إلى عائلة من البروتينات ذات المستقبلات التي تعزز قدرات التعبير.